# Böhmische Kronjuwelen

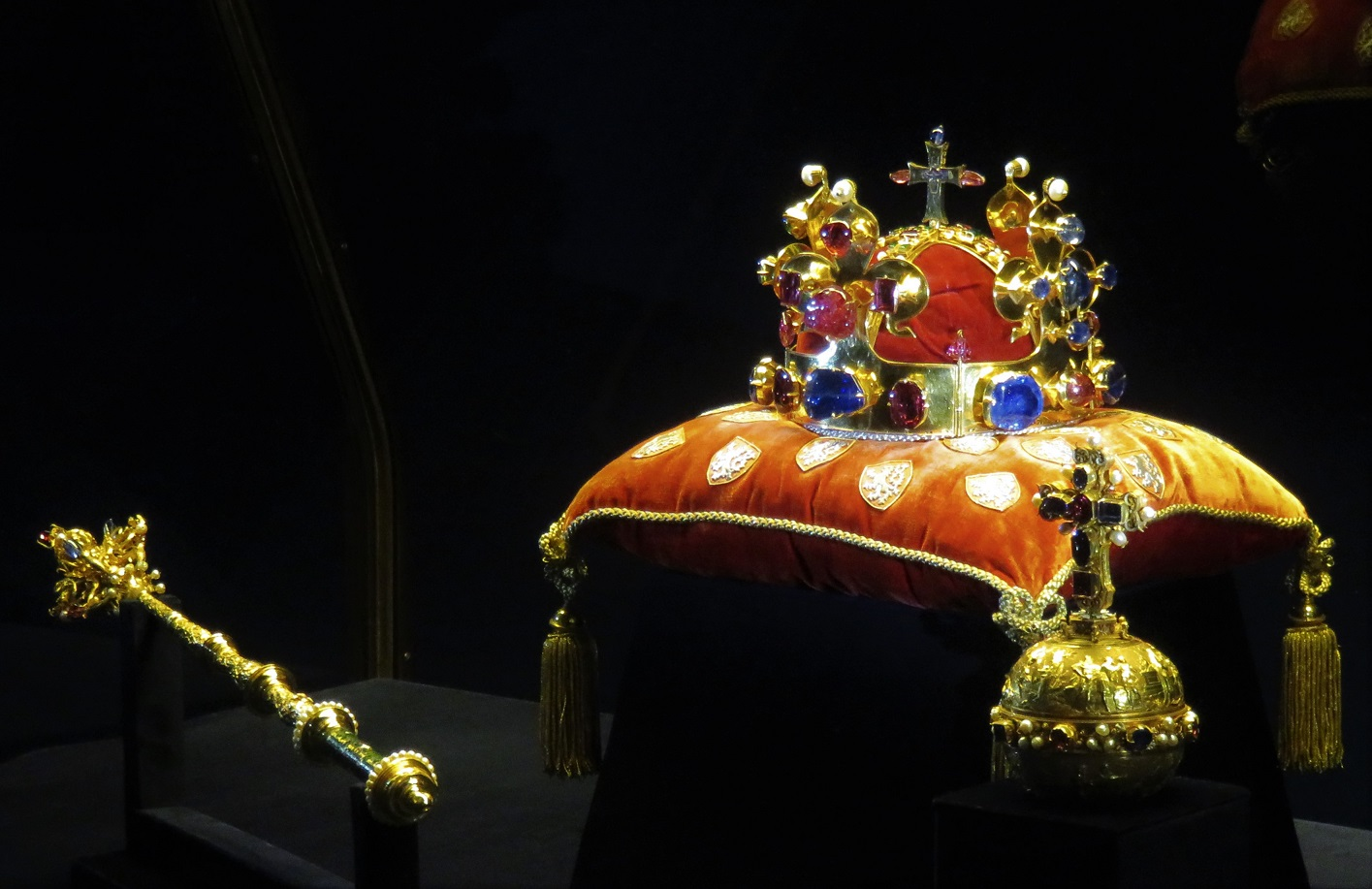
Die böhmischen Kronjuwelen

Die Kronjuwelen des Königreichs Böhmen (České korunovační klenoty) waren die Insignien der Böhmischen Monarchie.

## Bestandteile

### Wenzelskrone
Die Wenzelskrone ist die Königskrone des ehemaligen Königreichs Böhmen. Sie ist der älteste Bestandteil der böhmischen Krönungsinsignien. Von diesen älteren Insignien sind außer der Krone noch der königliche Reichsapfel, das königliche Zepter und der Königsmantel erhalten. Weitere spätere Insignien sind unter anderem die Beerdigungskrone von Ottokar II. Přemysl sowie weitere Silber vergoldete Zepter und Reichsapfel aus dem 3. Viertel des 14. Jahrhunderts, die in der Schatzkammer in Wien aufbewahrt werden.

### Wenzelsschwert

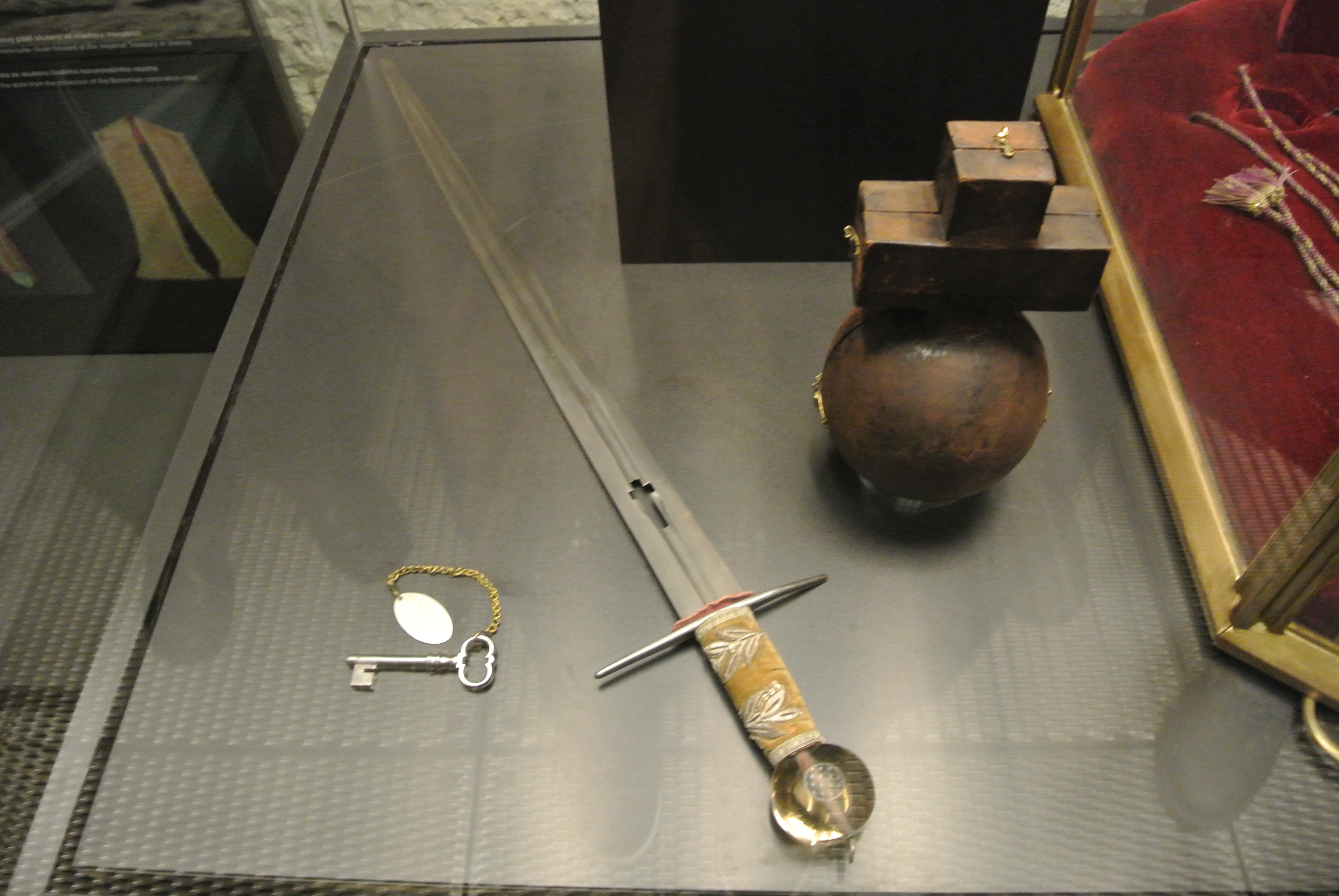
Wenzels Schwert und einer der Schlüssel zur Juwelenkammer

Das heutige böhmische Krönungsschwert, das als Reliquie nicht bei den Kroninsignien, sondern bei den übrigen Reliquien im Schatz des Doms von St. Veit aufbewahrt wird, zeigt in seiner heutigen Form wenige Anhaltspunkte für sein hohes Alter. Die Parierstange bildet mit dem Handgriff (manubrium) ein Kreuz und besitzt oben von einem rundgeschliffenen Kristallknopf, in seiner Form ähnlich dem silbervergoldeten Knopf des Schwertes des heiligen Mauritius der deutschen Reichskleinodien. Mit dem Wenzelschwert erteilte der neugekrönte König den Wenzelsrittern den Ritterschlag. Der Griff des sogenannten Schwertes vom heiligen Wenzeslaus ist heute mit einem modernen roten Samt und Silberstickereien und Pailletten des verflossenen Jahrhunderts umnäht. Die Parierstange selbst bietet für eine Altersbestimmung keine Anhaltspunkte, da sie sehr einfach aus Eisen ohne alle Ornamente angefertigt ist. Die Klinge mit einer Blutrinne weist einen Ausschnitt in Form eines Kreuzes auf.

### Reichsapfel
Der aus 18-karätigem Gold hergestellte Reichsapfel (královské jablko) wiegt 780 Gramm und ist 22 cm hoch. Dieser besteht aus zwei abgeflachten Halbkugeln, die mit einem Zierreif verbunden und einem relativ großen Kreuz verziert sind. Auf dem Reif unterhalb des Kreuzes ist die Inschrift DOMINE IN VIRTUTE TUA LETABITUR REX ET SUPER SALUTARE TUAM EXULTABIT (Herr, an deiner Macht wird sich der König erfreuen und über dein Heil jubeln)
. In der reichen Ornamentverzierung des Reichsapfels überwiegen Edelsteine und Perlen, wobei die kleinen Statuen der sechs Sphinxe die den Fuß des Kreuzes bilden, ein wunderbares Detail darstellen. Das markante farbliche Zusammenspiel von Gold, roten Spinellen und blauen Saphiren wird stellenweise von bunten Emaillen hervorgehoben. Die Fläche der beiden Hemisphären bedeckt ein unglaublich präzise getriebenes Relief mit Figuralmotiven, die thematisch zur Krönung passen. Auf der oberen Halbkugel sind Szenen aus Davids Geschichte – die Salbung Davids zum König und der Kampf zwischen David und Goliath, auf der unteren Halbkugel sind Szenen aus dem Buch Genesis, das Adam darstellt, wie er vor dem Schöpfer kniet, wie er ins Paradies gebracht wird und wie Gott Adam und Eva vor dem Baum der Erkenntnis warnt. Solche Flächen für figurale Motive zu verwenden, ist einzigartig und drückt die hohe Bedeutung aus, die dieser Insigne vom Auftraggeber gegeben wurde.
Der Reichsapfel stammt wie das königliche Zepter aus dem 16. Jahrhundert. Sie wurden von dem Habsburger Ferdinand I. in Auftrag gegeben. Anfangs war das ursprüngliche Aussehen aufgrund des Fehlens von Edelsteinen sehr schlicht. Aus Prestigegründen wurden daher im Laufe der Zeit das königliche Zepter und der Reichsapfel mit natürlichen Perlen und anderen Edelsteinen verziert, um mit der Krone zu harmonieren.

### Reichszepter

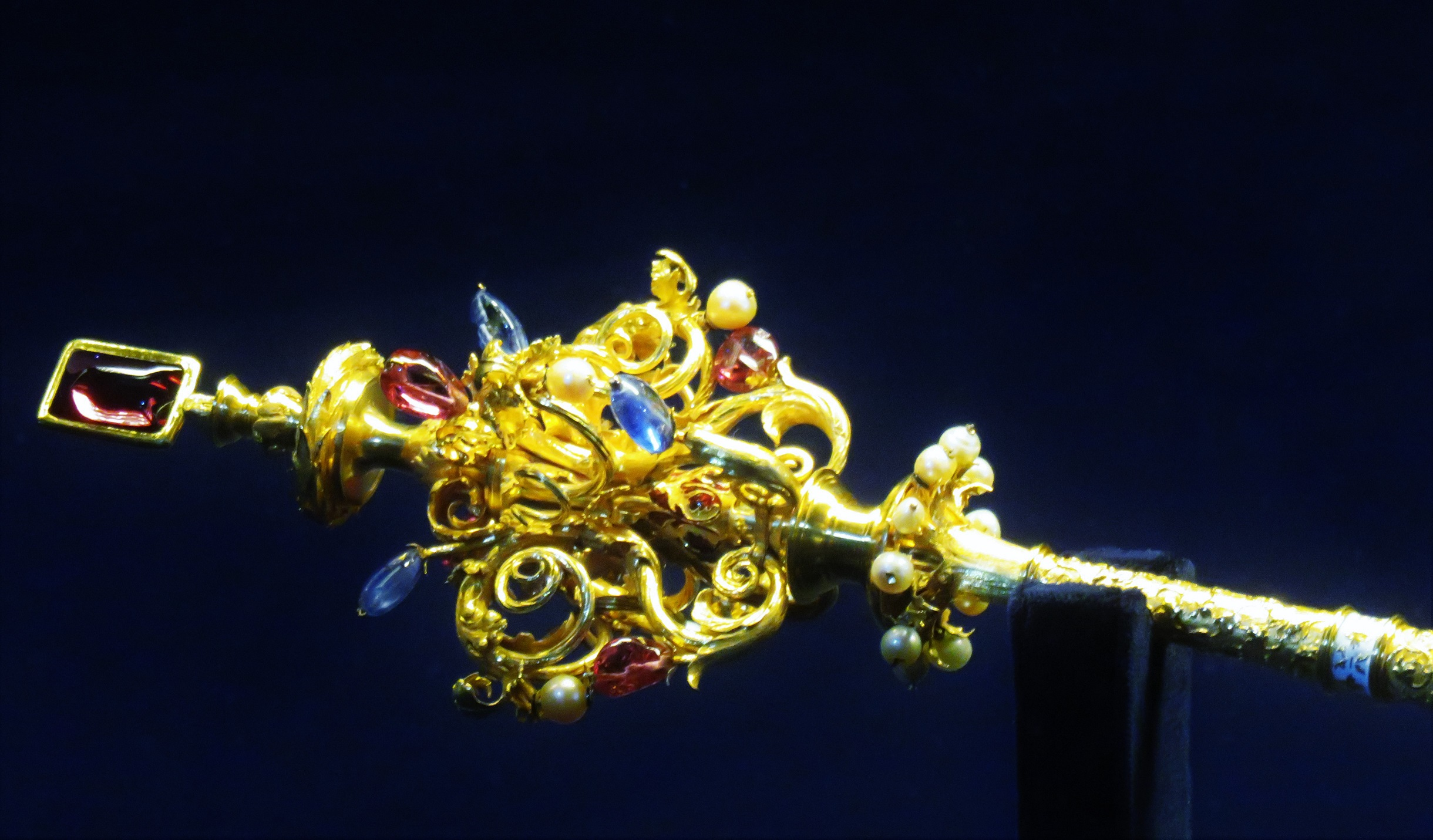
Zepter

Das aus dem gleichen hochkarätigen Gold wie der Reichsapfel hergestellte königliche Szepter (královské žezlo) ist 67 cm lang und wiegt 1013 Gramm. In der Sammlung der Kronjuwelen des Königreichs Böhmen ersetzte dieses Zepter das Zepter aus der Regierungszeit Karls IV. Es ist mit vier Saphiren, fünf Spinellen und zweiundsechzig Perlen verziert. Es besteht aus mehreren, unterschiedlich geformten Reifen, die an der Stelle des Handgriffs mit einer Reihe von Perlen hervorgehoben werden. Die Gesamtfläche aller Teile bedeckt ein zart ziseliertes Dekor mit überwiegendem Motiv aus Knospen, Blättern und Blüten von Weinreben und Akanthus. Einige Partien bedecken farbenfrohe Emaillen. Der Handgriff des Zepters besteht aus S-förmigen Blütenstielen mit zarten Akanthus, auf welchen Edelsteine und Perlen wachsen.

### Königlicher Mantel
Der königliche Mantel (korunovační plášť) gehörte zu den Accessoires der böhmischen Könige. Er ist rundherum mit weißem Hermelinpelz besetzt. Der letzte König, der den Königsmantel trug, war Ferdinand V. im Jahr 1836.
Das auf der Prager Burg aufbewahrte Krönungsgewand ist aus mit Gold besticktem Luxusbrokat hergestellt. Das Muster wurde mit einem Garn, um welches ein flacher goldener Draht gewickelt wurde, gestickt. Der Mantel ist halbkreisförmig, hat keine Ärmel und ist hinten zu einer Schleppe verlängert. Es ist 312 cm breit und vom Halsausschnitt bis zum Ende der Schleppe 236 cm lang. Der gesamte Rand des Gewands ist mit Hermelinfell, dem Winterfell des Großen Wiesels (Hermelin), verbrämt, das aufgrund seiner Seltenheit als das Fell der Könige bezeichnet wird. Forscher konnten das Alter des Mantels mit dem Beginn des 17. Jahrhunderts datieren, wahrscheinlich in der Zeit Ferdinands II. Dieser wurde im Jahre 1617 zum böhmischen König gekrönt und war der Beschreibung nach in einen „Mantel aus goldenem Brokat“ gehüllt. Der letzte König, der in diesen Königsmantel gehüllt war, war Ferdinand V. bei seiner Krönung zum böhmischen König. Seitdem hat das Krönungsgewand lediglich historische und kunsthistorische Bedeutung. Es vervollständigt die einzigartige Sammlung der Herrscherbekleidungen und ihrer Fragmente, die auf der Prager Burg seit dem 10. Jahrhundert erhalten blieben und heute in einem speziellen klimatisierten Depositar in den Sammlungen der Prager Burg aufbewahrt werden.

## Aufbewahrung

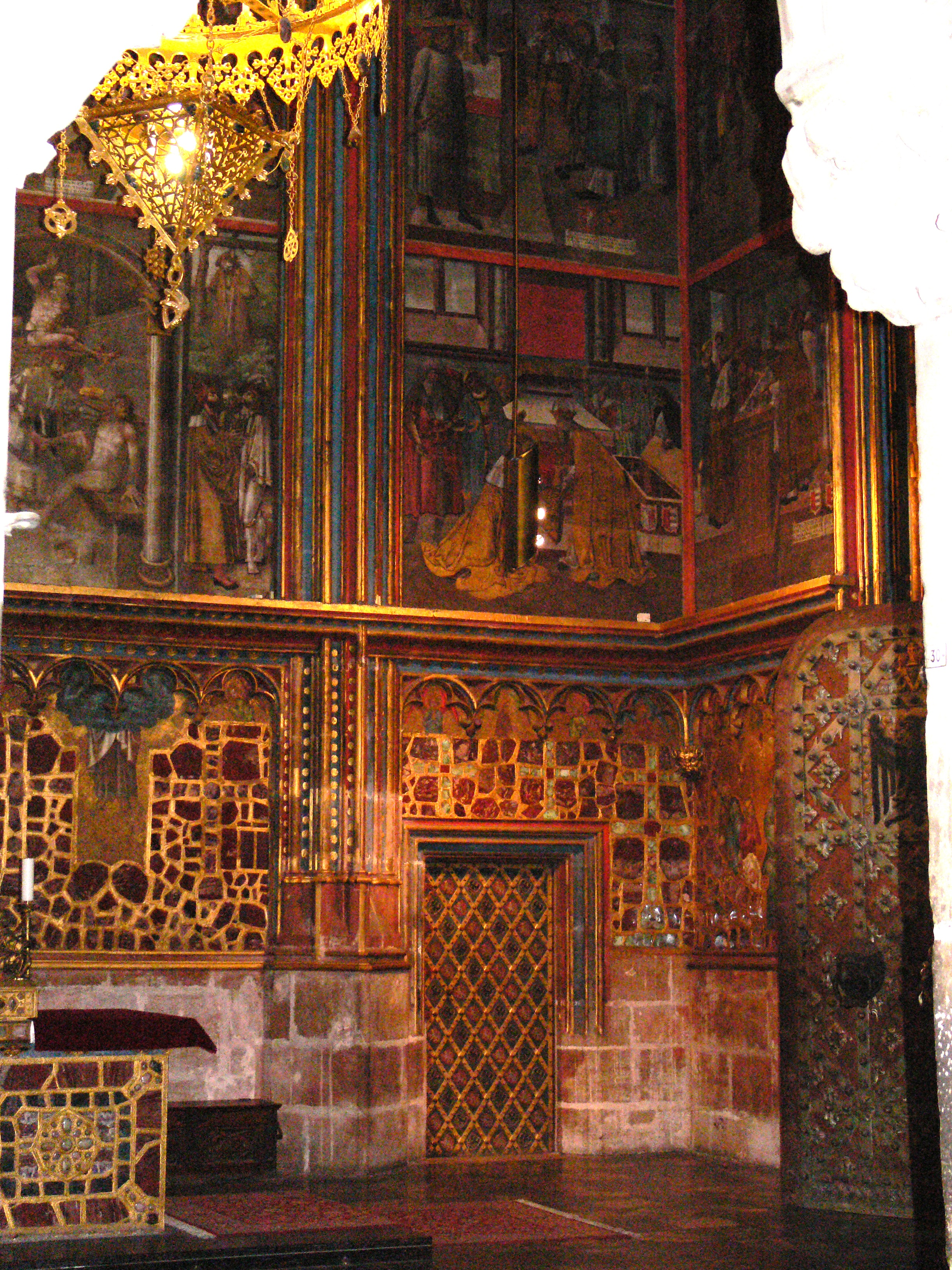
Die Tür zum Kronjuwelenzimmer im Veitsdom

Die Kronjuwelen werden gegenwärtig im Veitsdom in Prag aufbewahrt. Sie befinden sich dort im Kronjuwelenzimmer (Korunní komora), das von einer Tür gesichert ist, die nur mit sechs Schlüsseln geöffnet werden kann und ein weiterer siebter Schlüssel wird benötigt, um einen eisernen Tresor in der Juwelenkammer zu öffnen. 
Die sieben Schlüssel zum Juwelenzimmer und zum Tresor werden von sieben tschechischen Amtsträgern verwahrt. Das sind der Staatspräsident (prezident), der Premierminister (premiér), der Erzbischof von Prag (arcibiskup pražský), die Vorsitzenden der Abgeordnetenkammer (předsedkyně poslanecké sněmovny) und des Senats (předseda senátu) der Dekan des Veitsdoms (děkan svatovítské kapituly) und der Oberbürgermeister von Prag (pražský primátor). Nur zu besonderen Gelegenheiten kann das Staatsoberhaupt entscheiden, dass die Krönungsinsignien ausgestellt werden.
Die Tradition der sieben Schlüssel entstand, nachdem im Jahre 1791 König Leopold II. dem Antrag der böhmischen Stände auf die Rückgabe der Juwelen von Wien nach Prag stattgegeben hatte, wo sie diesmal im Krönungsarchiv hinter der St.-Wenzels-Kapelle hinter Eisentüren aufbewahrt wurden. Obwohl später der Aufbewahrungsort geändert wurde, blieb die Tradition der sieben Schlüssel erhalten.

## Galerie (Auswahl)

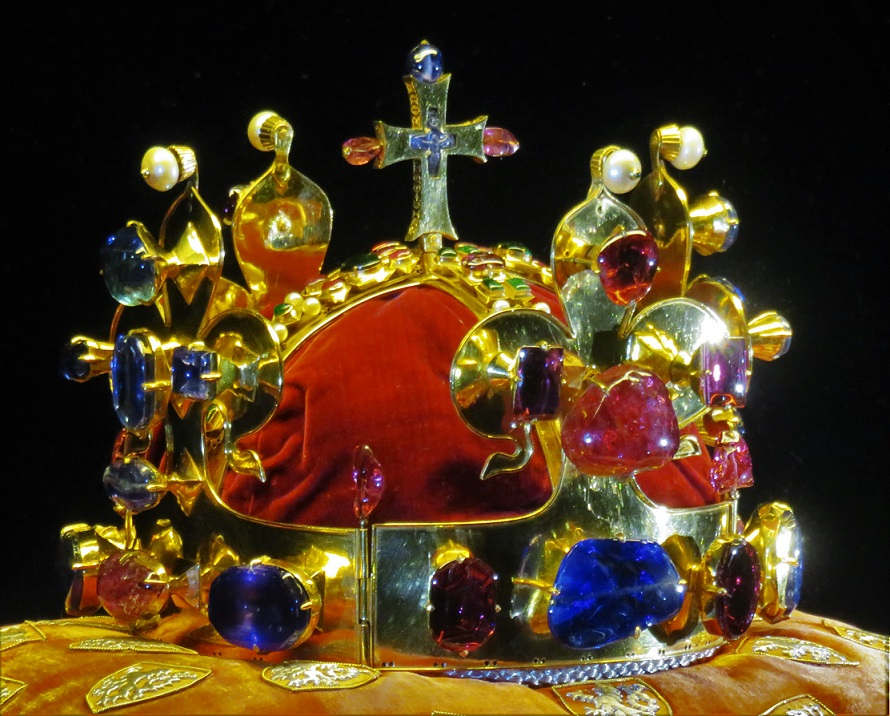
Die Wenzelskrone
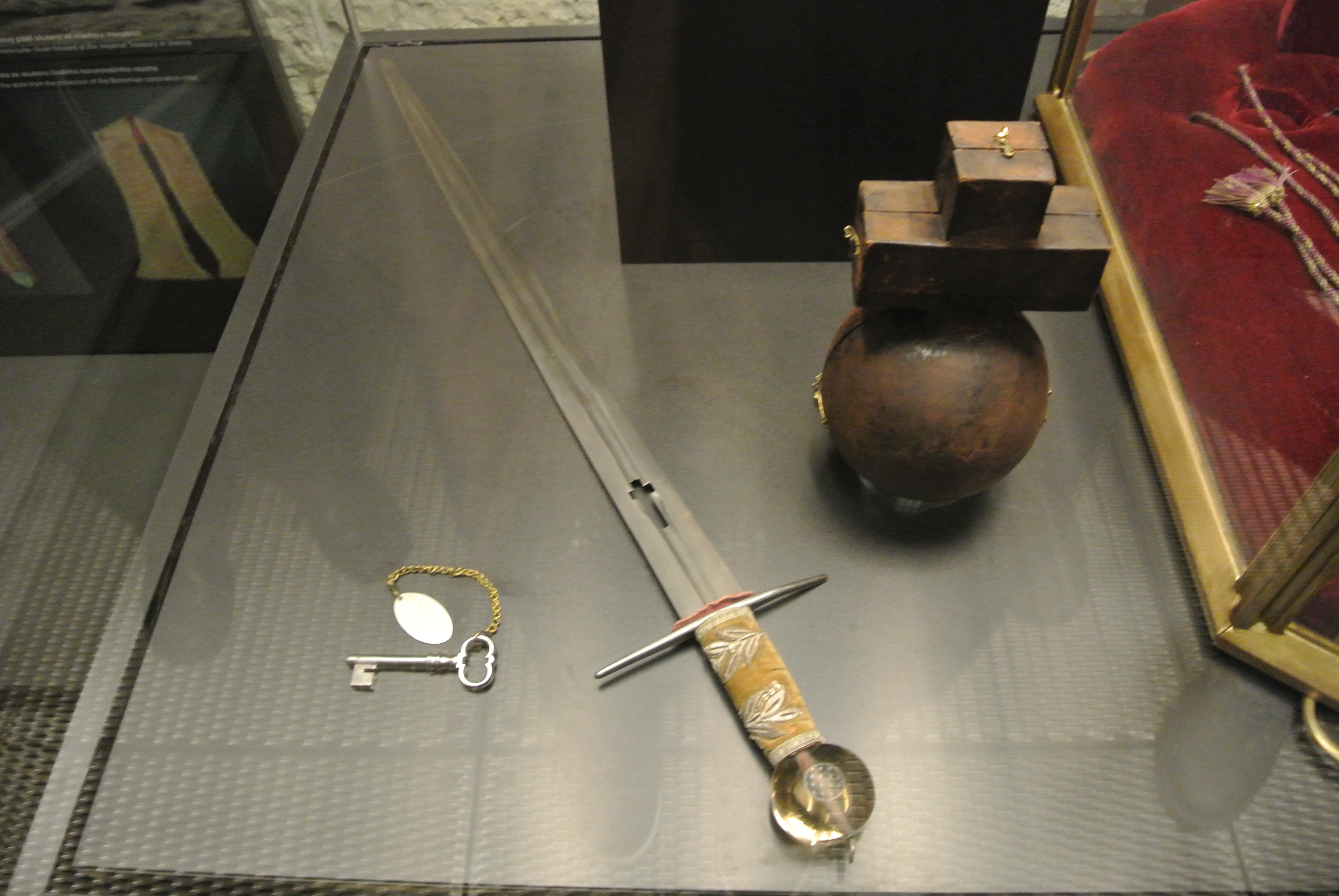
Wenzels Schwert und einer der Schlüssel zur Juwelenkammer
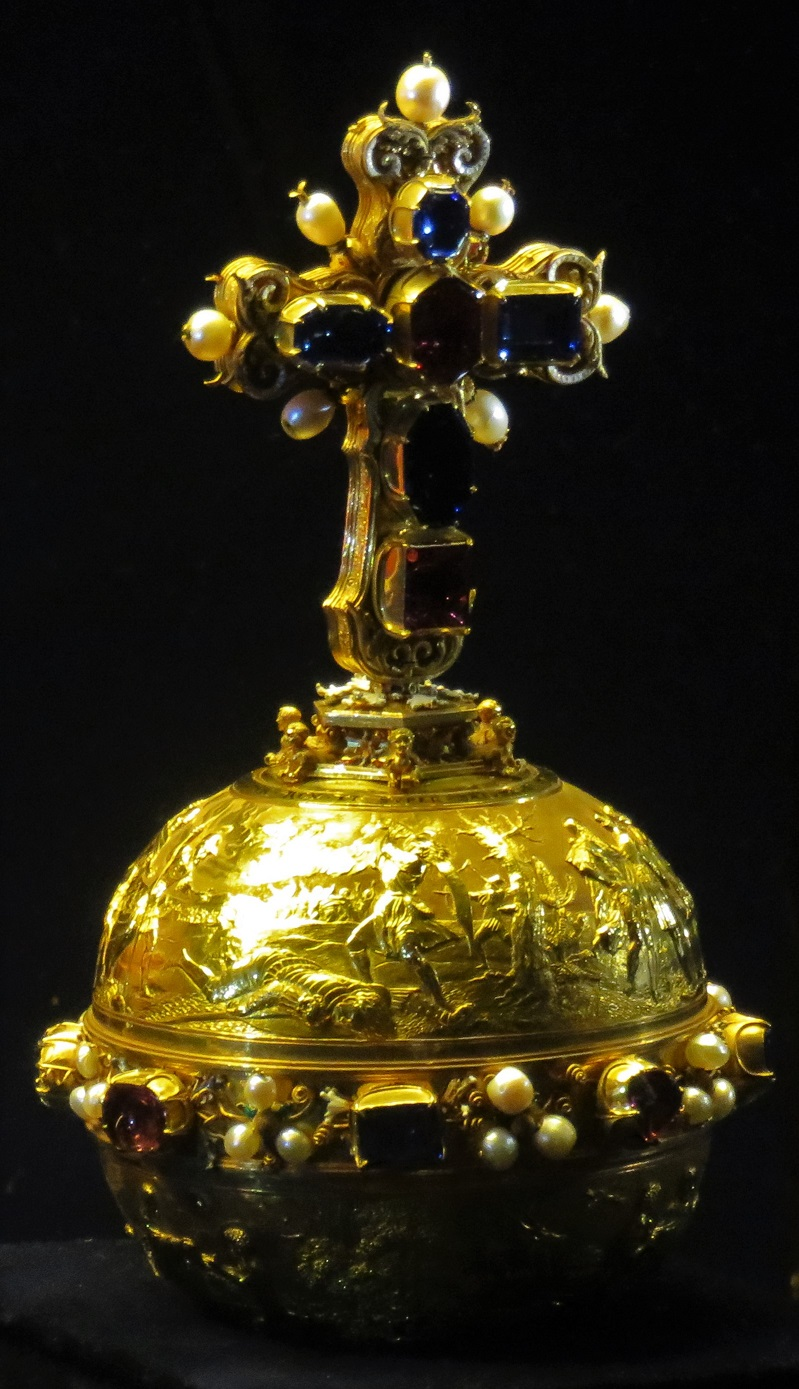
Reichsapfel
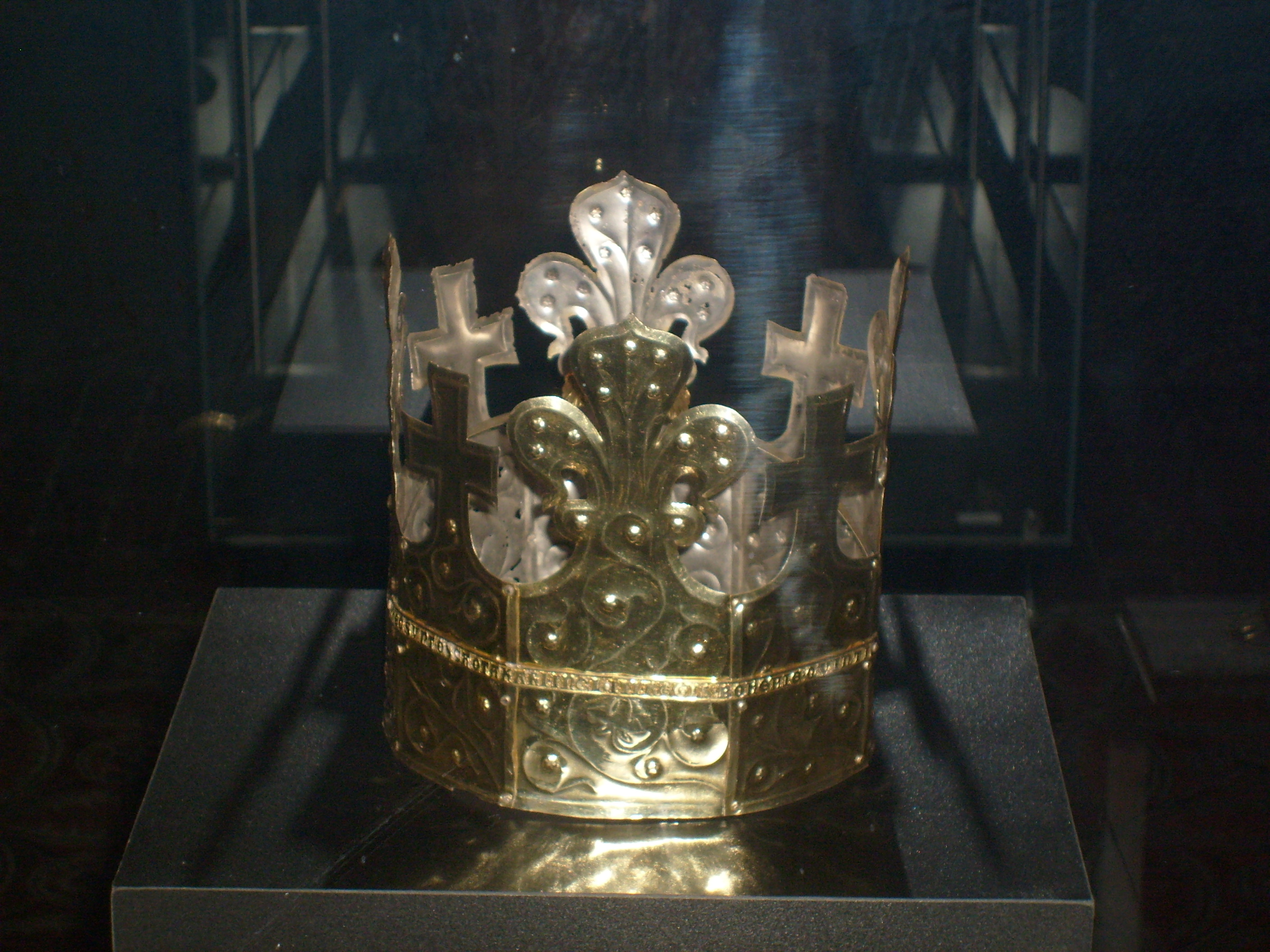
Beerdigungskrone von Ottokar II. Přemysl.
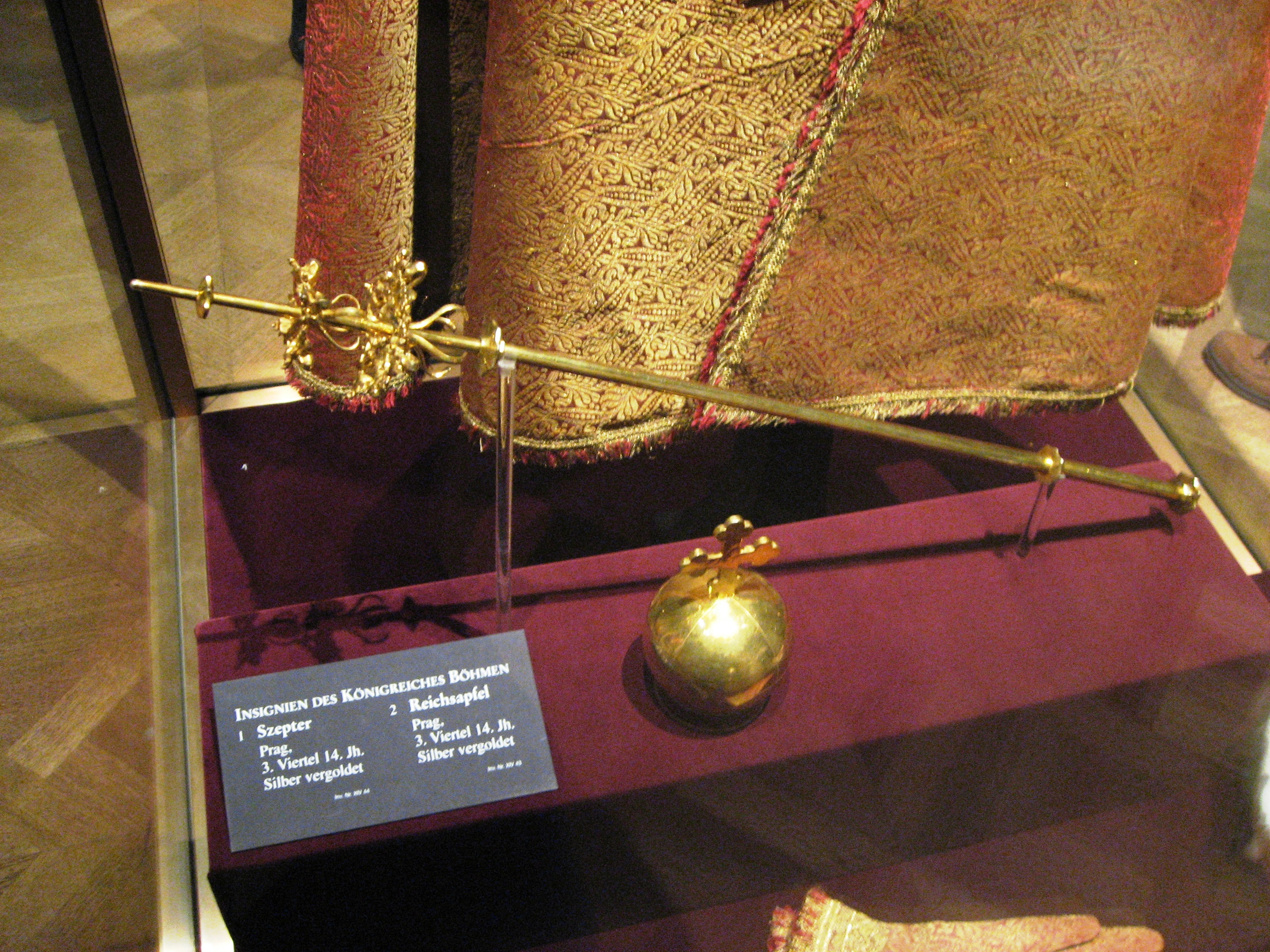
Vergoldetes Zepter und Reichsapfel des Königreichs Böhmen